# Lacta
Lacta é uma empresa brasileira fabricante de chocolates fundada em 1912.
Em 1996, foi adquirida pela Kraft Foods. Desde 2012, a Lacta integra a divisão de guloseimas da Mondelēz International.

## História

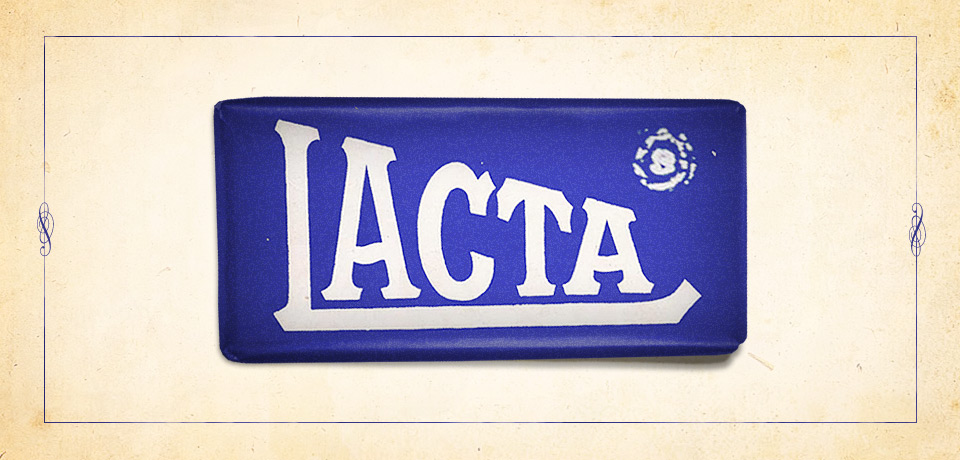
Logotipo da Lacta, 1912

### Fundação
Um grupo liderado pelo cônsul suíço Achilles Izella fundou em 21 de janeiro de 1912 a Societè Anonyme de Chocolats Suisses, uma fábrica paulistana de chocolates então localizada na Rua José Antônio Coelho, na Vila Mariana. A ideia era garantir ao público brasileiro chocolates com a mesma qualidade dos importados da Suíça, já que as lavouras de cacau eram abundantes no Brasil pelo fato de o país possuir clima favorável para o seu plantio.
O grupo fundador, do qual faziam parte três industriais, um professor, um comerciante, um engenheiro e um arquiteto, todos com sobrenomes estrangeiros (Isella, Rapp, Hottinger, Ritter, Kesselring, Reinmann e Streiff), havia importado diversas máquinas da Alemanha e da Suíça, e adquirido um amplo galpão na rua José Antônio Coelho, na Vila Mariana.[carece de fontes?] Perto dali, na rua Domingos de Moraes, o grupo montou uma loja para a venda dos chocolates que fabricava em forma de meia-lua, conhecidos como Chocoleite. A loja foi batizada como "A Suíça", apesar de vender chocolates feitos no Brasil.[carece de fontes?]
Com o início da Primeira Guerra Mundial em 1914, os custos de importação se elevaram muito. Neste contexto, a empresa Zanotta, Lorenzi & Cia., que até então importava os tabletes da francesa Poulain, detentora da marca Lacta, e ainda se dedicava à fabricação do Guaraná Espumante, decidiu passar a produzir também os chocolates, comprando a fábrica do cônsul suíço, mas a marca Lacta só foi adquirida pela empresa em 1917.

### Crescimento e consolidação
No mesmo ano em que a marca foi adquirida pela Zanotta, Lorenzi & Cia., a Lacta já apareceu no primeiro anúncio luminoso da cidade de São Paulo, atravessando a rua XV de Novembro, no movimentado trecho entre o Largo do Tesouro e a rua Anchieta.

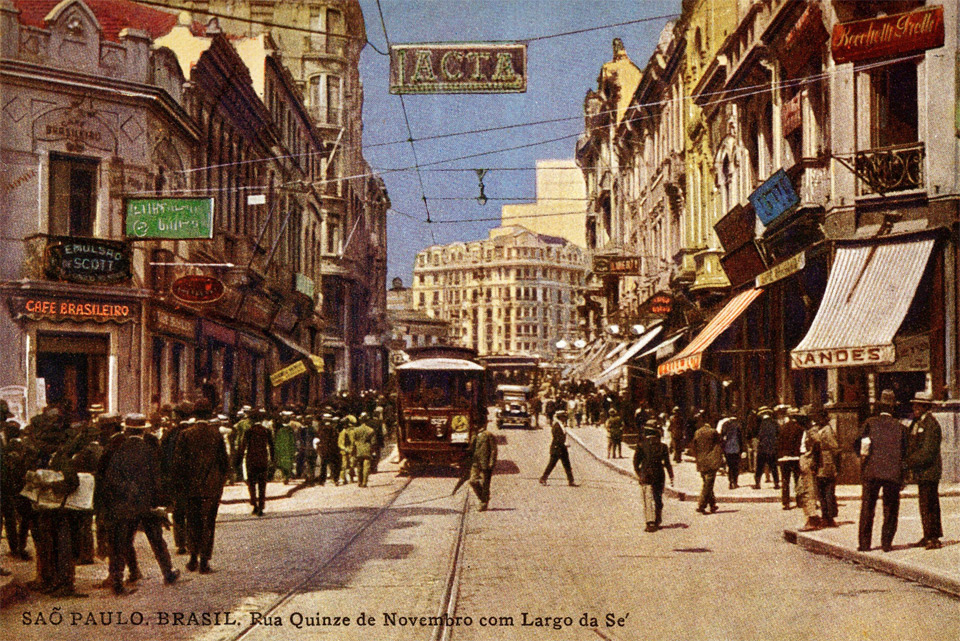
Cartão postal da Rua 15 de Novembro, São Paulo, 1926.

### Impasses
Em 1925, um incêndio destruiu toda a fábrica da Lacta na rua José Antônio Coelho, o que provocou a ausência dos produtos da marca no mercado durante um ano. Em outubro de 1929, um novo tropeço — desta vez provocado pela quebra da bolsa de Nova York — atingiu em cheio os exportadores de café, que de um dia para o outro viram o preço do produto despencar. Com a economia fortemente atrelada ao café, as indústrias não tardaram a sentir o tranco da recessão mundial. A Zanotta, Lorenzi & Cia. foi forçada a entrar com um pedido de concordata em 1930, da qual saiu em 1933, conseguindo manter o mercado aberto para seus dois carros-chefes: o Guaraná Espumante e o Chocolate Lacta, que nessa altura já era uma marca bastante conhecida pelos consumidores.
Nos anos 1930, uma nova guerra se anunciava na Europa com a ascensão do nazi-fascismo na Alemanha, Espanha e Itália. Além disso, o cenário econômico mundial se preparava para tempos difíceis. No Brasil, a Zanotta, Lorenzi & Cia. encarava a forte concorrência que o Guaraná Espumante sofria do seu rival Guaraná Champanhe Antarctica, lançado em 1921 pela cervejaria de mesmo nome. Sem recursos para manter a disputa, declararam falência em 1937. No ano seguinte, o grupo Diários Associados, do jornalista e empresário Assis Chateaubriand, assumiu o controle da empresa. A Lacta, fabricante brasileira de chocolates conhecida por marcas e produtos de sucesso, também foi de propriedade de Ademar de Barros (empresário e influente político brasileiro entre as décadas de 1930 e 1960).

### A venda para a Kraft Foods
Após a morte de Ademar de Barros, a gestão da empresa passou a seu filho, o também político Ademar de Barros Filho. Em 1996, após brigas entre a família, a empresa foi vendida à Kraft Foods.
Em agosto de 2012, a Kraft anunciou que iria dividir os negócios em dois. A nova Mondelēz abrigaria o negócio de guloseimas, avaliado em 31 bilhões de dólares, reunindo marcas globais como Cadbury (chocolates) e Ritz (biscoitos). Uma outra companhia manteria o logo da Kraft Foods e ficaria responsável pelos atuais 17 bilhões referentes às marcas vendidas em supermercados americanos, como os queijos Kraft.

## Principais produtos

### Diamante Negro
O chocolate Diamante Negro foi lançado durante a Copa do Mundo de 1938. Seu nome foi inspirado no jogador de futebol Leônidas da Silva, cujo apelido era Diamante Negro. O atleta era consagrado por ter inventado o passe de bola conhecido como "bicicleta". Assim que voltou daquela Copa do Mundo, Leônidas assinou contrato com a Lacta para dar nome ao chocolate, sendo o primeiro atleta profissional do Brasil a assinar um contrato de publicidade.

### Sonho de Valsa
Lançado em 1942 e tendo o nome inspirado em uma opereta de três atos, a Walzertraum, composta por Oscar Straus em 1907, o bombom Sonho de Valsa representou um desafio tecnológico na época em que foi concebido. Foi preciso criar um biscoito wafer moldado, dentro do qual era lançada uma massa preparada com castanha de caju, produto tipicamente brasileiro, que até então era pouco usado pelos fabricantes de chocolate. Após as duas metades se completarem, um banho de chocolate meio amargo seguido por outro de chocolate ao leite completava a terceira camada do bombom.

### Bis
Igualmente lançado em 1942, o produto era feito a partir da mesma base de wafer que servira de molde e inspiração para o bombom Sonho de Valsa. Em vez de redonda, o biscoito era plano e, em vez de uma única camada de wafer, eram quatro, intercaladas com chocolate ao leite. À mistura, acrescentavam-se amendoim, flocos de arroz e malte.

### Laka
Lançado em 1962, foi o primeiro chocolate branco do Brasil e logo se tornou bastante popular.

### Ouro Branco
Também lançado em 1962, o bombom foi criado para ser um espelho do Sonho de Valsa. Coberto com chocolate branco, ele também trazia por dentro uma cápsula de bolacha wafer preenchida com recheio de chocolate, flocos de arroz e castanha de caju, coberto com chocolate branco.

### Shot
Lançado como “Krot” em 1983, o chocolate composto por uma mistura de chocolate ao leite com amendoim trocou de nome em 2003, para ficar alinhado aos demais países da América Latina onde é vendido. Posteriormente, ganhou uma versão com chocolate branco.

### Lacta ao Leite
Chocolate mais tradicional da Lacta, existe desde o surgimento da marca.

### Amandita
Amandita é um biscoito de wafer, com recheio sabor chocolate. Atualmente em 2024 são vendidas numa embalagem de 200g, ou seja, 25 biscoitos por caixa, que são feitos em forma de noz.

### Caixa de bombons Lacta
Surgiu com o nome “Carrossel” em 1972. A caixa de bombons variados da Lacta era vermelha, tinha peso líquido de 500 gramas e tinha bombons que não são mais produzidos como os bombons Benzinho, Fulô—tendo este recheio sabor de café—e o bombom Ouro Preto. Posteriormente, a caixa passou a ser azul e teve nomes como Grandes Sucessos da Lacta e Especialidades Lacta, que eram compostas por bombons e miniaturas de alguns tabletes clássicos, como Diamante Negro, Laka, Shot, Lancy e BIS, entre outros. Em 2014, a caixa de bombons passou a se chamar Variedades Lacta (Nova seleção), sendo retirado vários dos bombons clássicos, que foram substituídos pela linha Joy.

### Bubbly
Lançado em 2012, o Bubbly é um chocolate aerado em formato redondo.

### Páscoa
Em 1940, Lacta foi uma das pioneiras na criação de ovos de Páscoa, embalando-os em celofane e numerando-os de acordo com o tamanho. Assim nascia uma tradição que persiste até hoje. Ao longo das décadas seguintes, a época da Páscoa cresceu tanto em importância a ponto de se tornar a data de inflexão do calendário anual dos fabricantes de chocolate no país. A empresa também foi responsável pela criação da parreira de ovos com a inserção de estruturas de madeira acima das gôndolas, nas quais os ovos podiam ser pendurados.[carece de fontes?]
Em 1971, as três principais empresas brasileiras fabricantes de chocolates (Lacta, Garoto e Nestlé) criaram o Conselho Nacional de Expansão do Consumo Interno de Chocolate (Conec), a fim de identificar as causas do baixo consumo de chocolate no Brasil. Na mesma época, foi feita uma grande campanha publicitária nacional de incentivo ao consumo, que durou quase uma década.
Em 11 de março de 2020, a Organização Mundial de Saúde declarou a Covid-19 como pandemia, fato que prejudicou as vendas da Páscoa de 12 de abril daquele ano devido ao fechamento das lojas e à proibição de celebrações com aglomerações de pessoas a fim de evitar a contaminação pelo novo coronavirus (SARS-Cov-2), causando uma redução de 15% na produção de ovos de Páscoa no Brasil em relação ao mesmo período em 2019. Nesse contexto, a Lacta decidiu inovar com as vendas on-line, criando um site próprio para isso e fazendo parceria com o Uber Eats para as entregas, o que resultou em um salto de 2% para 10% da receita de vendas on-line da companhia.

## Maquiagem de produtos
A Lacta pratica de forma contínua a chamada maquiagem de produtos, que é a redução do volume de suas mercadorias. Como exemplo temos o chocolate em barra, que foi perdendo volume de forma paulatina, passando dos 200 gramas originais para 150 (-25%) em 2015, tendo sido reduzida para 190 gramas e 180 gramas posteriormente. Atualmente as barras contém 90 gramas, ou menos da metade do tamanho original. O bombom Sonho de Valsa contém hoje 19 gramas, ante os 50 gramas originais.
A maior parte da linha produzida pela empresa passa constantemente por essa maquiagem. As alterações são feitas em conformidade com a lei de defesa do consumidor, que exige a informação da redução na embalagem de "forma clara, precisa, ostensiva e em língua portuguesa", além da quantidade anterior, quantidade atual e valores absolutos e percentuais que foram suprimidos.
Também foi prejudicada a qualidade dos produtos, uma vez que o percentual mínimo de cacau na fórmula do chocolate foi reduzida para 25%.